# Панков, Константин Алексеевич
Константин Алексеевич Панков (1910, Щекурья, Ханты-Мансийский автономный округ — Югра, Саранпауль, Ханты-Мансийский автономный округ — Югра или Берёзово, Тобольская губерния — не ранее сентябрь 1941) — советский ненецкий художник. Считается создателем «северного изобразительного искусства». В 1937 году на Всемирной выставке в Париже награждён золотой медалью Гран-при.

## Биография
Родился на Крайнем Севере в семье охотника. Его отец был ненцем, а мать манси. С детства рисовал пейзажи, хотя никогда не видел картины.
Поступил в Институт народов Севера в Ленинграде. Художественной студией института в то время руководили Алексеф Успенский и Леонид Месс.
За творческим ростом Панкова следили крупные мастера: Исаак Бродский, Владимир Конашевич, Вячеслав Пакулин, Николай Тырса.
После начала Великой Отечественной войны, в июне, был призван Смольнинским райвоенкоматом Ленинграда в ряды Красной Армии. Воевал в Ленинграде, был звукоулавливателем-слухачом в 4-й роте прожекторного батальона 194-го зенитного артполка. В сентябре 1941 года пропал без вести.

## Творчество
В работах Панкова очевидны отличия традиций «анонимного» искусства, фольклора, от современного визуального искусства.
Панков уникален в своем роде, потому что он, родившись охотником, сохранил народные представления о жизни и непосредственность тайги с современной техникой живописи и безупречным чувством цвета и композиции. Высокие эстетические качества картин молодого художника, их особый характер не могли, конечно, остаться незамеченными. Картины Панкова и его товарищей по студии были неоднократно напечатаны во многих журналах в тридцатые годы. Они украсили Павильон Крайнего Севера на Всесоюзной сельскохозяйственной выставке и советский павильон на Парижской выставке 1937 года. Тысячи и тысячи парижан при посещении советского павильона были глубоко впечатлены искусством малочисленных национальностей Советского Крайнего Севера, которым Октябрьская революция дала новую жизнь. Жюри выставки оценило работы художников Крайнего Севера, в частности, Панкова, который был удостоен Гран-при и золотыми медалями. Почётный диплом выставки, которым был награждён Институт народов Севера, хранится в Ленинградском музее Арктики.
Всего семь лет Панков работал профессиональным художником.
По словам Геннадия Гора,

«картины Панкова — это размышление о своей земле с точки зрения цвета. На Крайнем Севере самолеты и самоходные сани можно увидеть рядом с санями, запряженными оленями. Даже в наши дни книги и телевизоры сосуществуют там с фольклором прошлых времен. Жизнь Панкова читается, как сказка. В молодости он катался на лыжах по родной тайге с песней на устах. Затем песня приняла форму картины, и таким образом претерпев метаморфозу, достигла Ленинграда, и Москвы, и Парижа».

Работы Панкова хранятся в Музее Арктики и Антарктики, Русском музее, Тюменском областном музее изобразительных искусств.